# Tahoma (Kalifornia)
Tahoma – jednostka osadnicza w Stanach Zjednoczonych, w stanie Kalifornia, w hrabstwie El Dorado.